# Kadiatou Konaré
Keïta Kadiatou Konaré est une écrivaine, éditrice et personnalité politique malienne, née en 1972 à Varsovie en Pologne.
Elle fonde en 2000 la maison d’édition Cauris Livres.
Elle est ministre de la Culture, de l’Artisanat et du Tourisme des gouvernements de transition du Premier ministre Moctar Ouane, du 6 octobre 2020 au 21 mai 2021.

## Biographie

### Jeunesse et études
Kadiatou Konaré naît en 1972 à Varsovie en Pologne. Sa mère est l’écrivaine et historienne Adame Bâ Konaré et son père est l'historien et ancien Président du mali Alpha Oumar Konaré. Elle a trois frères.
Elle passe un baccalauréat scientifique puis se lance dans des études commerciales. Elle obtient ensuite un master spécialisé en management de l’édition. Elle commence à travailler chez Saint-Paul et réalise des stages chez Hachette ou Bayard Presses.

### Écriture et édition
Kadiatou Konaré crée en 2000 la maison d’édition Cauris Livres après s'être lancée dans la publication d'un guide touristique, Le Mali des talents pour une autre société qui a dû renoncer, faute de financement nécessaire. En 2001, elle édite Les Parfums du Mali, écrit par sa mère, Adama Ba Konaré et décide de lancer une collection à l'attention des femmes africaines.

### Politique
Après le coup d'État de 2020 au Mali, Kadiatou Konaré est l'une des quatre femmes qui intègrent le gouvernement de transition du Premier ministre Moctar Ouane. Elle est nommée ministre de la Culture, de l’Artisanat et du Tourisme le 6 octobre 2020 et elle conserve son portefeuille lors du remaniement ministériel de mai 2021,.
Kadiatou Konaré est mariée à Tiébilé Dramé, Président du parti pour la renaissance nationale (Parena),.

## Publications
- Le Mali des talents, Cauris éd, 2001 (ISBN 2914605005, OCLC 1280808647)
- Le Bénin des talents : guide touristique et culturel, Cauris, 2006 (ISBN 2-914605-17-X et 978-2-914605-17-5, OCLC 71798925)
- Burkina faso, le Faso des talents : guide culturel et tourisque, 2014 (ISBN 978-99952-60-07-1 et 99952-60-07-7, OCLC 943707687)
- Jean-Baptiste Adjibi, Les Paris des Africains, Cauris, 2002 (ISBN 2-914605-03-X et 978-2-914605-03-8, OCLC 51476621)